# Noángel Luaces
Noángel Luaces Rodríguez (30 marzo 1957) è un ex cestista cubano.

## Carriera
Con Cuba ha preso parte alle Olimpiadi del 1980, disputando 7 partite.